# Sphingicampa bicolor
Sphingicampa bicolor är en fjärilsart som beskrevs av Harris 1841. Sphingicampa bicolor ingår i släktet Sphingicampa och familjen påfågelsspinnare. Inga underarter finns listade i Catalogue of Life.

## Bildgalleri

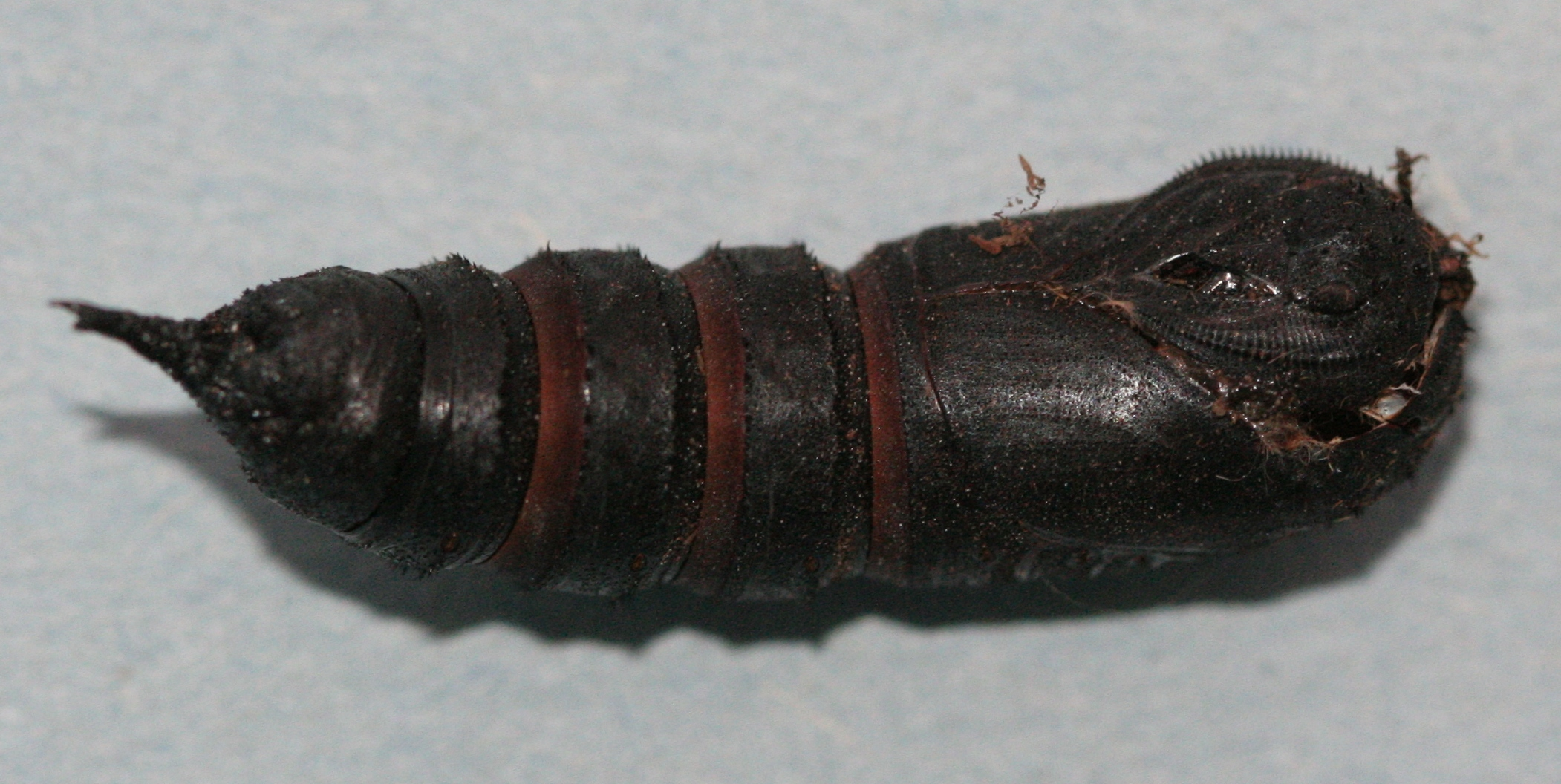
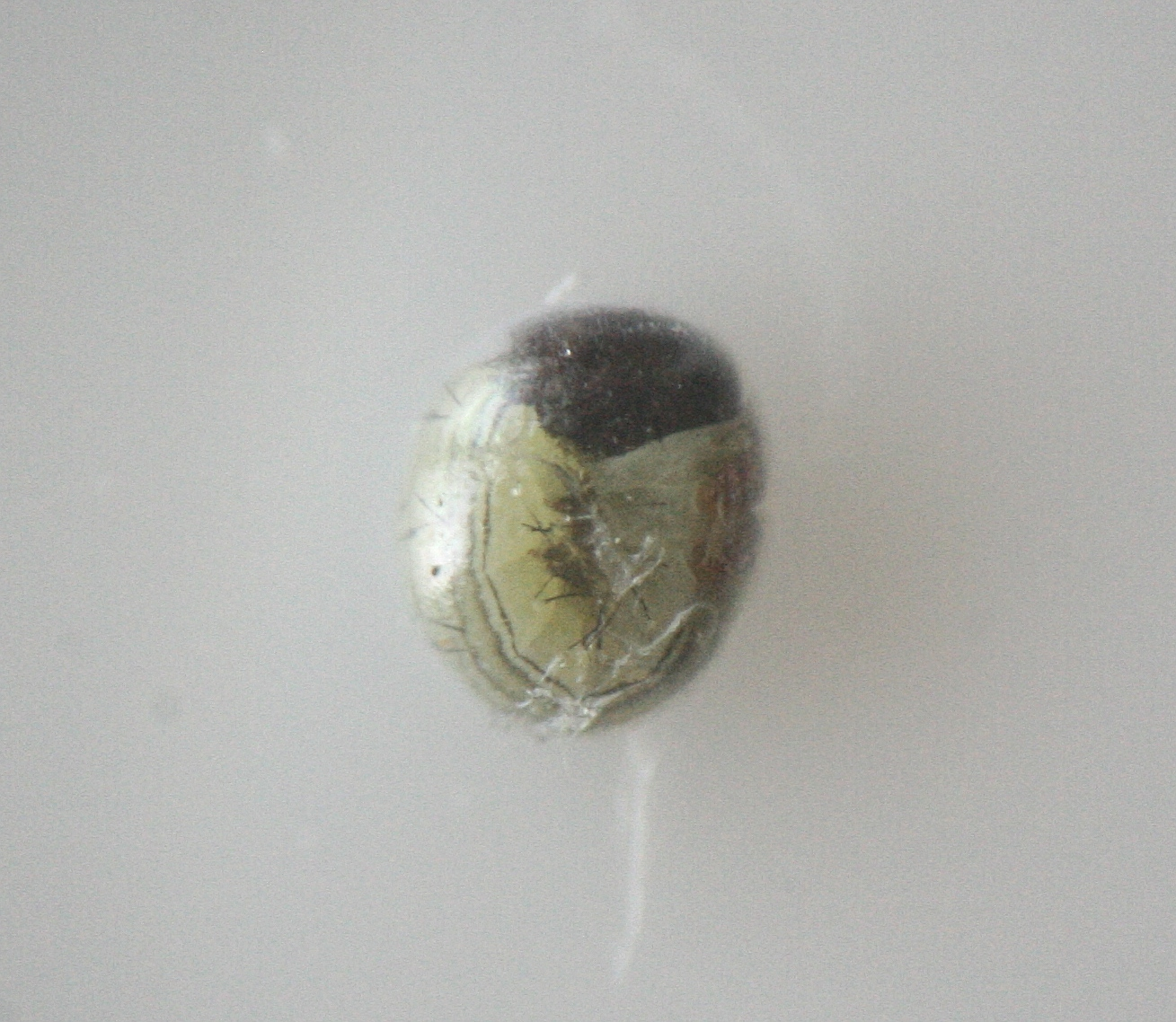
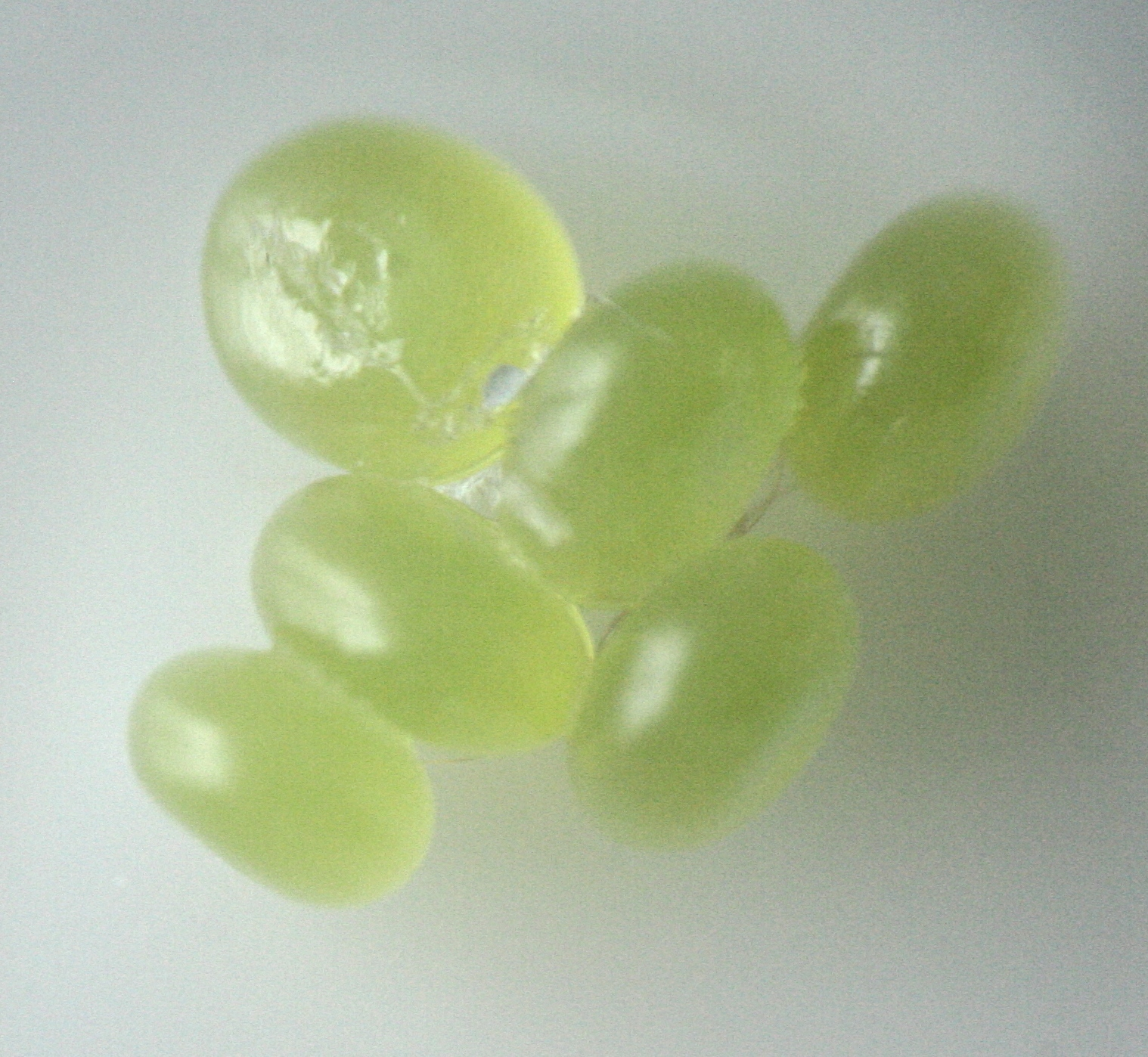
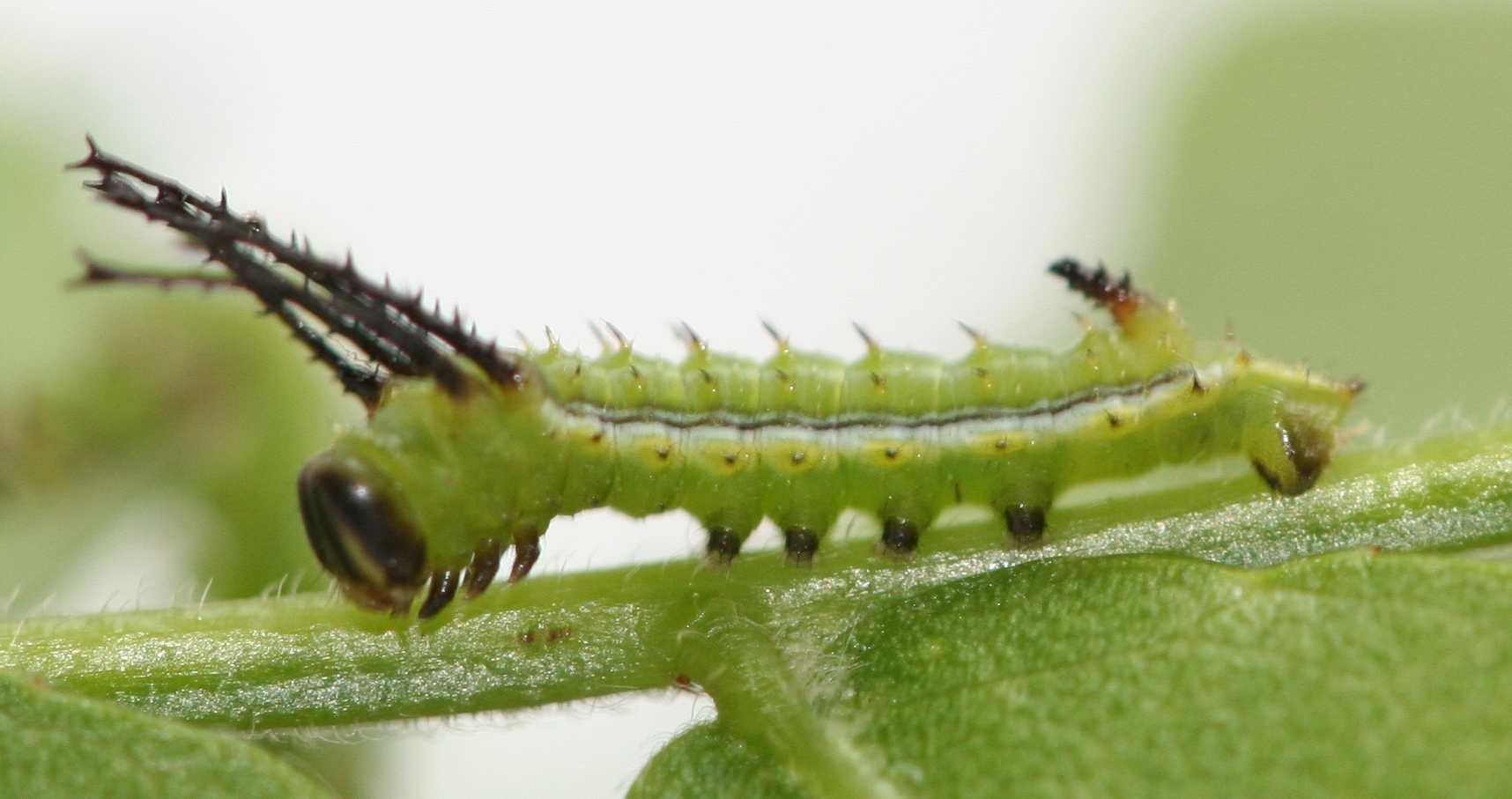
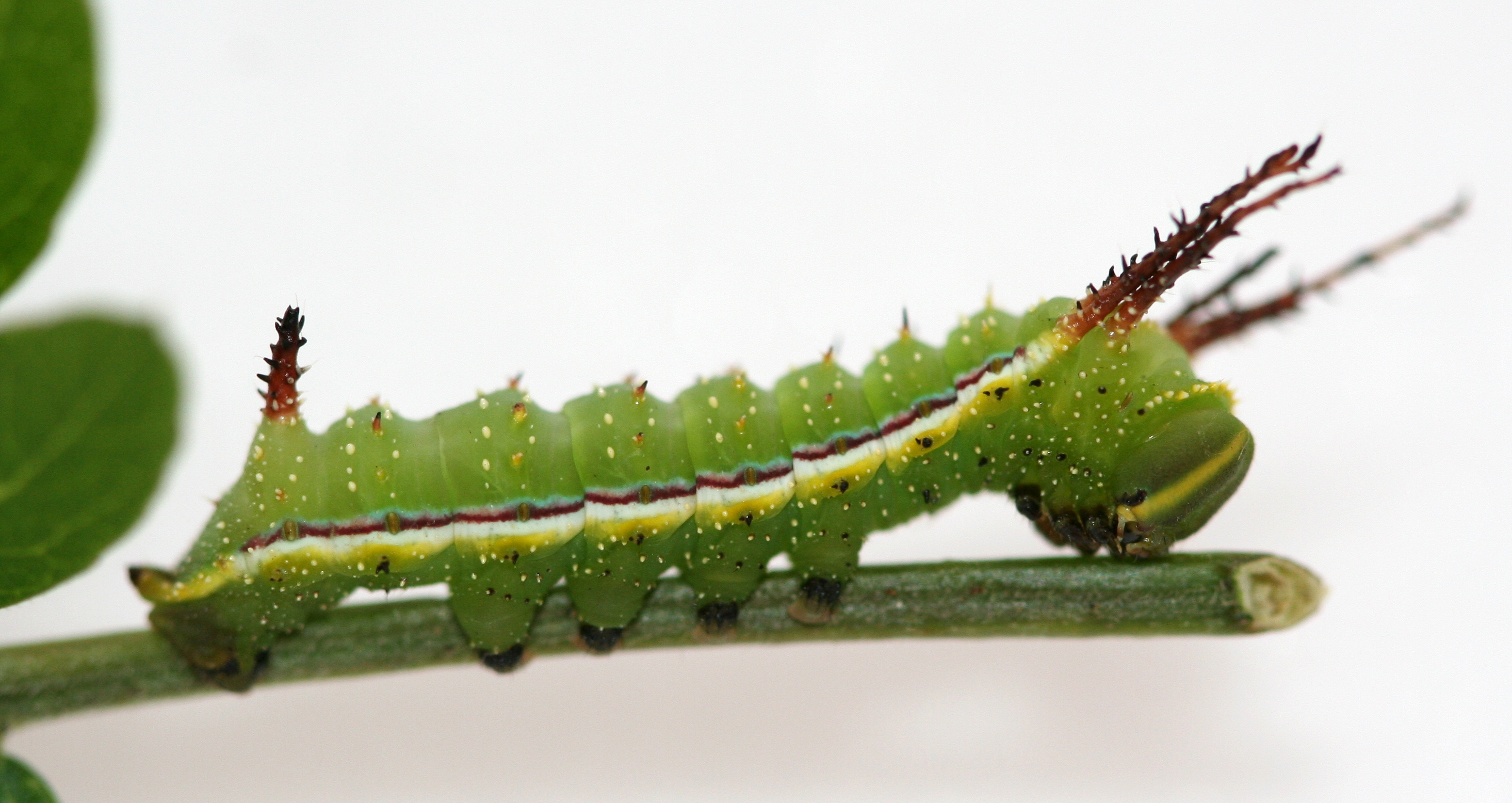
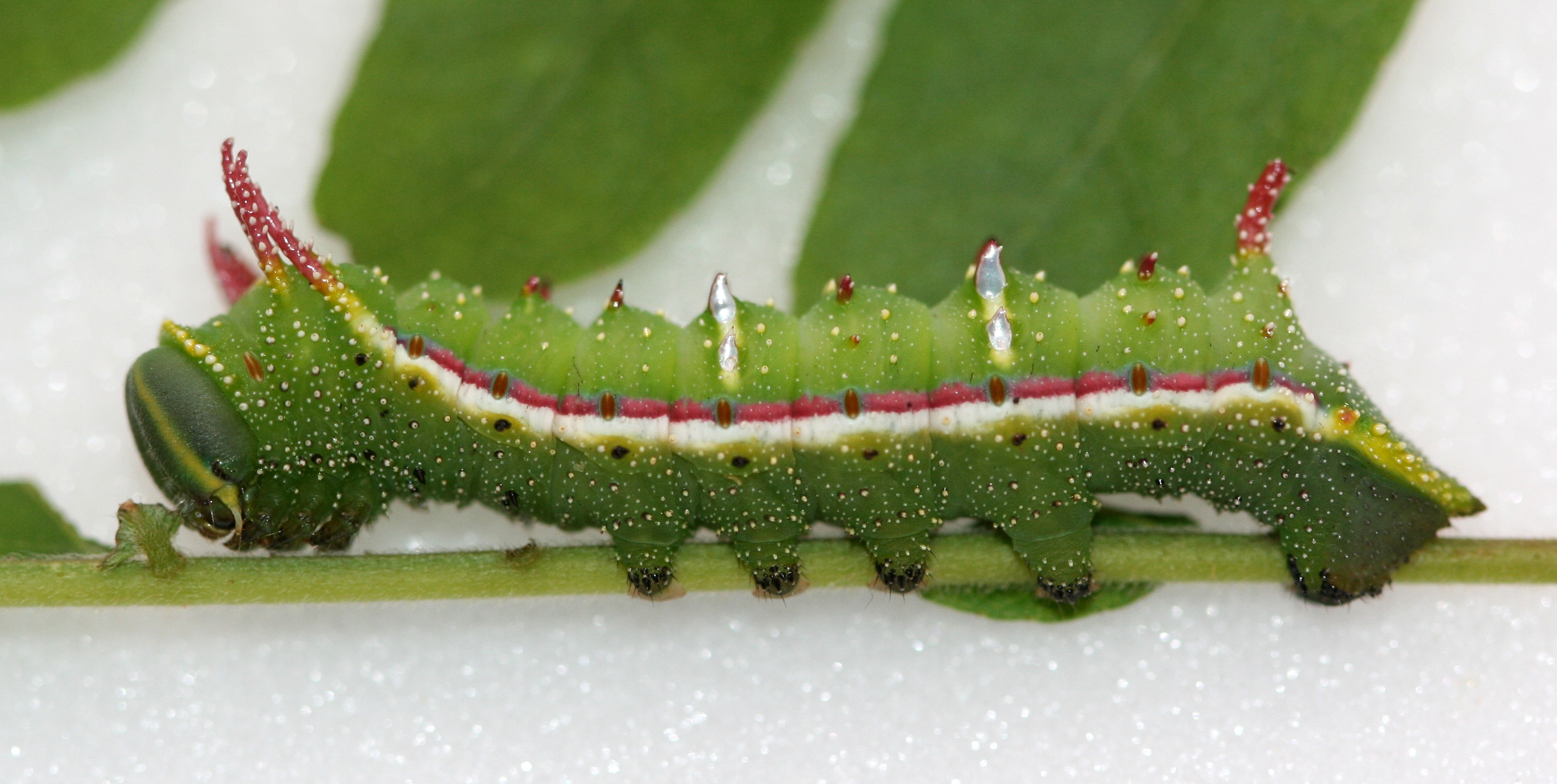